# Camporrobles

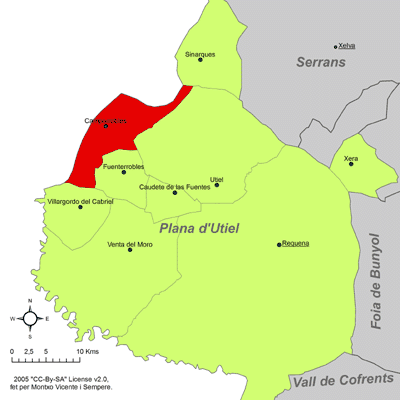
Położenie gminy na mapie comarki Plana d'Utiel.

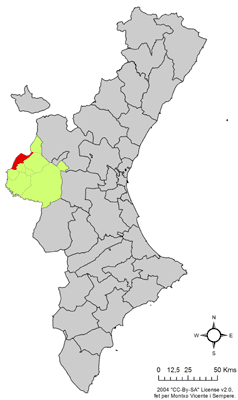
Położenie gminy na mapie Walencji.

Camporrobles – gmina w Hiszpanii, we wspólnocie autonomicznej Walencja, w prowincji Walencja, w comarce Plana de Utiel-Requena.
Powierzchnia gminy wynosi 89,5 km². Zgodnie z danymi INE, w 2005 roku liczba ludności wynosiła 1.373, a gęstość zaludnienia 15,34 osoby/km². Wysokość bezwzględna gminy równa jest 908 metrów. Współrzędne geograficzne gminy to 39° 38’ 53” N 1° 23’ 43” W. Kod pocztowy do gminy to 46330.
Obecnym burmistrzem gminy jest Miguel Ángel Lorente Berlanga z PSPV-PSOE. Od 5 lutego do trzeciego tygodnia sierpnia w gminie odbywają się regionalne fiesty.

## Demografia
| 1990  | 1992  | 1994  | 1996  | 1998  | 2000  | 2002  | 2004  | 2005  |
| ----- | ----- | ----- | ----- | ----- | ----- | ----- | ----- | ----- |
| 1.552 | 1.458 | 1.471 | 1.398 | 1.379 | 1.362 | 1.378 | 1.372 | 1.373 |